# Rhinopithecus avunculus
Rhinopithecus avunculus (Рінопітек Тонкіна) — вид приматів з роду Rhinopithecus родини Мавпові.

## Опис
Довжина голови й тіла: 51-65 см, довжина хвоста: 66-92 см, вага самців: 13.8-14 кг, вага самиць: 8,3-8,5 кг. Хутро чорне зверху й сіре на животі, білувате на нижній частині хвоста і на внутрішній стороні кінцівок. Голова округла, обличчя білого кольору. Ця мавпа характеризується коротким кирпатим носом, отвори яких спрямовані вперед. Навколо очей і носа, шкіра гола і світло-блакитного кольору, навколо рота чорна. Є помаранчева пляма на горлі.

## Поширення
Цей вид обмежується кількома районів далеко на північному сході В'єтнаму. Цей вид зустрічається в тропічних вічнозелених лісах, пов'язаних з карстовими вапняковими пагорбами і горами, і в основному обмежується незайманими лісами на висоті від 200 до 1200 м.

## Стиль життя
Ці тварини є денними і деревними і наземними. Оселища різних груп сильно перекриваються. Харчується молодим листям, незрілими плодами і насінням цілих 52 видів рослин. Вони живуть в гаремних групах. Середній розмір групи становить 15 тварин. Решта самців часто утворюють так звані холостяцькі групи. Після 200-денної вагітності, самиця народжує одне дитинча.

## Загрози та охорона
Виду загрожує деградація середовища проживання та мисливський прес. Цей вид занесений в Додаток I СІТЕС. Зустрічається в двох охоронних територіях. 